# إنديانابوليس 500 سنة 1960
سباق إنديانا بوليس -500 ميل 1960 أقيم في حلبة إنديانابوليس موتور سبيدواي في 30 مايو 1960 وفاز في السباق جيم راثمان من فريق كين بول بمتوسط سرعة 138.767 ميل/س (223.324 كم/س).
وكان أول المنطلقين إدي ساكس بسرعة 146.592 ميل/س (235.917 كم/س).